# جواو باتيستا إناسيو
جواو باتيستا إناسيو (بالبرتغالية:João Batista Inácio) الشهير باسم بيا (بالبرتغالية:Piá) (مواليد 22 مارس 1982 في إبيتينغا - البرازيل) لاعب كرة قدم برازيلي يلعب حاليا لصالح نادي الدرجة الأولى نابولي الإيطالي منذ 2008 في مركز الجناح الأيسر كما يجيد اللعب في مركزي الوسط المهاجم والمهاجم .

## روابط خارجية
- جواو باتيستا إناسيو على موقع قاعدة بيانات كرة القدم.إي يو (الإنجليزية)
- جواو باتيستا إناسيو على موقع Soccerway.com (الإنجليزية)
- جواو باتيستا إناسيو على موقع عالم كرة القدم.نت (الإنجليزية)